# Décès en 1446
Décès
- 1442
- 1443
- 1444
- 1445
- 1446
- 1447
- 1448
- 1449
- 1450

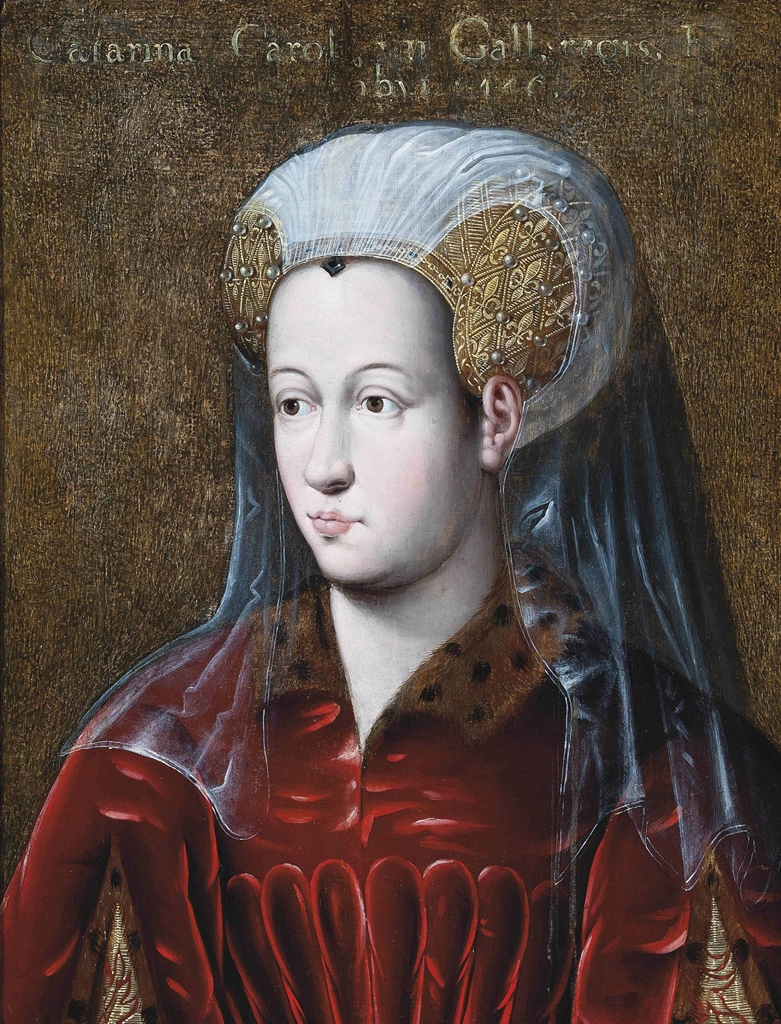
Catherine de France, morte en 1446.

Cette page dresse une liste de personnalités mortes au cours de l'année 1446 :
- 2 février : Victorin de Feltre, humaniste et instituteur italien.
- 6 avril : 
  - Agnès de Clèves, fille d'Adolphe Ier, duc de Clèves et sa seconde épouse Marie de Bourgogne.
  - Giuliano Pesello, peintre florentin.
- 15 avril : Filippo Brunelleschi, architecte, sculpteur, peintre, et orfèvre de l'école florentine.
- 6 mai : Georges Ier de La Trémoille, comte de Guînes, comte de Boulogne et d'Auvergne, comte baron et seigneur de Sully, Craon, et de la Trémoille, de Saint-Hermine, de l'Isle-Bouchard, grand chambellan de France et compagnon d'armes de Jeanne d'Arc.
- avant le 7 mai : Jean de Prangins, évêque de Lausanne, puis évêque d'Aoste.
- 9 mai : Marie d'Enghien, reine consort de Naples, comtesse de Lecce et Reine de Hongrie, reine titulaire de Croatie et de Jérusalem.
- 24 mai : Thomas de Metsop, religieux et un historien arménien.
- 25 mai : Ambroise de Loré, compagnon d'armes de Jeanne d'Arc, Prévôt de Paris.
- 11 juin : Henry de Beauchamp,  14e comte de Warwick et 1er duc de Warwick.
- 5 juillet : Thomas Frique, 28e abbé du Bec.
- 24 juillet : Giovanni Tavelli (it), évêque italien.
- 28 juillet : Catherine de France, ou Catherine de Valois, fille de Charles VII, roi de France, et de Marie d'Anjou.
- 16 octobre : Geoffroy de Vassali, archevêque de Vienne.
- 19 octobre : William Allington, président de la Chambre des communes d'Angleterre, trésorier de l'Échiquier d'Irlande.
- 26 octobre : Bertrand de La Cropte de Lanquais, évêque de Sarlat.
- novembre : Henry d'Avangour, archevêque de Bourges.
- 11 novembre : Pierre de Verceil, évêque de Digne puis de Meaux.
- 7 décembre : Bogusław IX de Poméranie, duc de Poméranie.
- 18 décembre : Marie de Bretagne, princesse bretonne.
- 21 décembre : Louis Ier de Bourbon-Vendôme, comte de Vendôme.
- 28 décembre : Clément VIII, antipape.

- Italiano Armuzzi (it), Capitaine de ventura.
- Binnya Ran I, onzième souverain du royaume d'Hanthawaddy, en Basse-Birmanie.
- Othon IV de Brunswick-Lunebourg, duc de Brunswick-Lunebourg et prince de Lunebourg.
- Henri François de Cavier, évêque de Bazas.
- Grégoire IX Mousabegian, Catholicos de l'Église apostolique arménienne puis Catholicos dissident en Cilicie.
- Song Hui-gyeong, érudit et fonctionnaire de la dynastie Joseon de Corée.
- Agnolo Pandolfini (it), homme politique italien.
- Nuno Tristão, navigateur et explorateur portugais.
- Vakhtang IV de Géorgie, roi de Géorgie.

date incertaine (septembre ou avant)
- James Douglas, 3e comte d'Angus, seigneur de Liddesdale.

## Crédit d'auteurs
- Cet article est partiellement ou en totalité issu de l'article intitulé « 1446 » (voir la liste des auteurs).